# 관측 초소

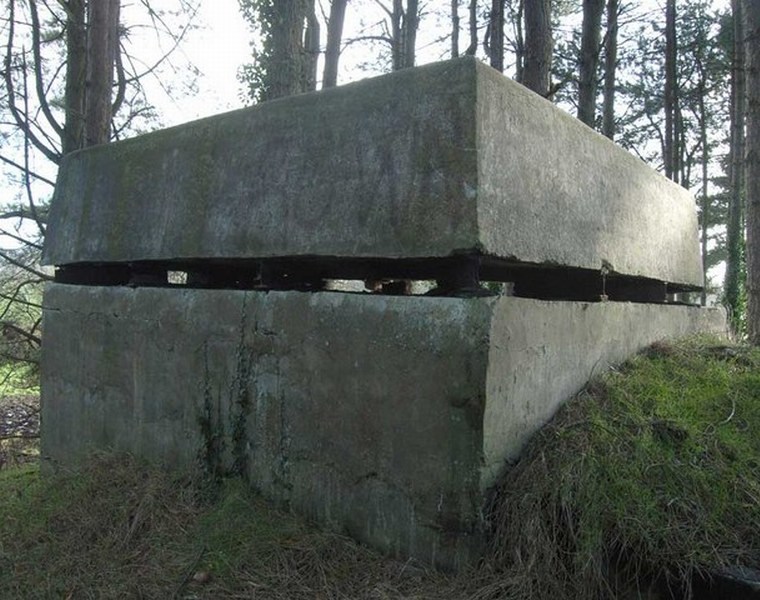

관측 초소(Obserbation post)는 군사에서 적을 감시를 위해 간략하게 건축되는 구조물이다. 군인이 적의 움직임을 관찰하거나 접근하는 군인(예: 참호전)을 경고하거나 사격을 지시할 수 있는 위치이다. 엄밀한 군사 용어에서 관측 초소는 관측을 하기 위해 미리 선정된 자리이다. 여기에는 도로변 검문소로 주차된 차량이나 공중 항공기와 같은 매우 임시적인 시설이 포함될 수 있다.

## 운용
(임시) 관측소를 선정할 때 훈련된 부대는 언덕 꼭대기, 급수탑 또는 기타 고립된 지형과 같이 명백하고 눈에 띄는 위치를 피하고 숨겨진 경로를 통해 관측소에 도달할 수 있는지 확인한다. 관측소의 관찰자는 매 20-30분마다 교대해야 하기 때문에 특히 중요하다. 해당 시간이 지나면 경계심이 현저하게 감소하기 때문이다.
관측 초소에는 최소 2명의 인원이 주둔해야 하며(초소가 더 오래 유지되어야 하는 경우 방어 및 감시 순환을 위해 추가) 명령 체계와 무선 통신 수단(가급적 전화 대신)을 제공해야 한다.

## 같이 보기
- 전초기지